# Shigetatsu Matsunaga
Shigetatsu Matsunaga - em japonês, 松永 成立, Shigetatsu Matsunaga  (Shizuoka, 12 de agosto de 1962) é um ex-futebolista do Japão, que atuava como goleiro.

## Carreira
Atuava como goleiro. Durante a carreira, militou por mais tempo no Nissan Motors (futuro Yokohama F. Marinos), entre 1985 e 1995. Passaria também por Tosu Futures (hoje Sagan Tosu), Brumell Sendai (atual Vegalta Sendai) e Kyoto Purple Sanga, onde deixou os gramados em 2000.

## Seleção
Pela Seleção Japonesa, Matsunaga atuou em 40 partidas entre 1988 e 1995. Esteve na Copa Rei Fahd de 1995 e se sagrou campeão asiático em 1992. Participou também da fatídica partida entre o Japão e o Iraque válida pelas Eliminatórias para a Copa de 1994, mas a vaga para o Mundial dos EUA não caiu no colo dos japoneses.

## Títulos
Yokohama F. Marinos
- J-League: 1995
- Copa Asiática dos Campeões de Copa: 1991/92, 1992/93
- Copa do Imperador: 1985, 1988, 1989, 1991, 1992
- Copa da JSL: 1988, 1989, 1990
- JSL: 1988/89, 1989,90

Seleção Japonesa
- Copa da Ásia de 1992